# Marine Corps Times
Marine Corps Times est un journal destiné au personnel actif, de réserve et retraité du Corps des Marines des États-Unis et à leurs familles. Il fournit des nouvelles, des informations et des analyses, ainsi que des articles sur la communauté et le mode de vie, des suppléments éducatifs et des guides de ressources. Il est publié 26 fois par an.
Marine Corps Times est publié par le Sightline Media Group, qui fait partie de TEGNA Digital, lui-même propriété de TEGNA, Inc. Le groupe s'appelait Army Times Publishing Company jusqu'en 1997, date à laquelle il a été vendu à Gannett et rebaptisé Gannett Government Media. En 2015, il a été transformé en l'une des propriétés numériques de TEGNA et rebaptisé Sightline. En mars 2016, TEGNA a vendu Sightline Media Group à Regent, une société de capital-investissement basée à Los Angeles et contrôlée par l'investisseur Michael Reinstein.

## Histoire
Les origines du Marine Corps Times remontent aux années 1940, lorsque l'Army Times, fondé par Mel Ryder, comptait des journalistes couvrant l'U.S. Army Air Corps et l'U.S. Army Air Forces. L'Army Times Publishing Company a ensuite ajouté l'Air Force Times, le Navy Times et, en 1999, le Marine Corps Times.
Le rédacteur du Marine Corps Times, C. Mark Brinkley, a été l'un des premiers journalistes à s'intégrer aux troupes terrestres en Afghanistan en novembre 2001 lors de l'opération Swift Freedom, qui a été la première occasion pour le Pentagone d'intégrer des journalistes.
En 2005, le Marine Corps Times a reçu un Associated Press Managing Editors association Award for Outstanding Achievement in the Field of Public Service dans la catégorie des journaux de moins de 40 000 exemplaires pour son enquête sur le rappel des gilets pare-balles.
Le Marine Corps Times et Brinkley ont également été à l'origine de la révélation du dossier militaire fabriqué de toutes pièces par Joshua Adam Garcia, candidat à la saison 2007 de l'émission "The Next Food Network Star" de la chaîne Food Network, ce qui a entraîné la démission de M. Garcia de l'émission de téléréalité consacrée aux concours de cuisine.
En novembre 2010, le rédacteur en chef Dan Lamothe a annoncé que le corps des Marines avait recommandé l'ancien caporal Dakota Meyer pour la Medal of Honor (médaille d'honneur), la plus haute distinction nationale pour la bravoure dont il a fait preuve en Afghanistan en septembre 2009. Le dossier de Meyer a été approuvé en juillet 2011, faisant de lui le premier Marine vivant à recevoir la médaille depuis la guerre du Vietnam.
Au printemps 2011, Lamothe a reçu le prix Maj. Megan McClung de la Marine Corps Heritage Foundation, qui récompense chaque année un journaliste pour ses reportages à l'étranger. Lamothe a été récompensé pour son travail en mai et juin 2010, lorsqu'il a été intégré au 3e bataillon, 6e Marines, dans le district de Marjah en Afghanistan.
À l'automne 2011, Lamothe et le photographe Thomas Brown ont reçu une mention honorable de l'organisation Military Reporters and Editors (MRE) pour leur blogage depuis le champ de bataille au cours de la même mission. Ils ont terminé derrière le New York Times dans la catégorie des prix interactifs en ligne de la MRE.

## Le personnel
Les employés actuels sont les suivants :
- Andrew Tilghman, rédacteur en chef
- Andrea Scott, rédactrice en chef
- Shawn Snow, reporter principal
- Todd South, reporter pour les combats au sol
- Leo Shane III, chef du bureau de Capitol Hill

## Source
- (en) Cet article est partiellement ou en totalité issu de l’article de Wikipédia en anglais intitulé « Marine Corps Times » (voir la liste des auteurs).